# Waldfriedhof Fulmecke

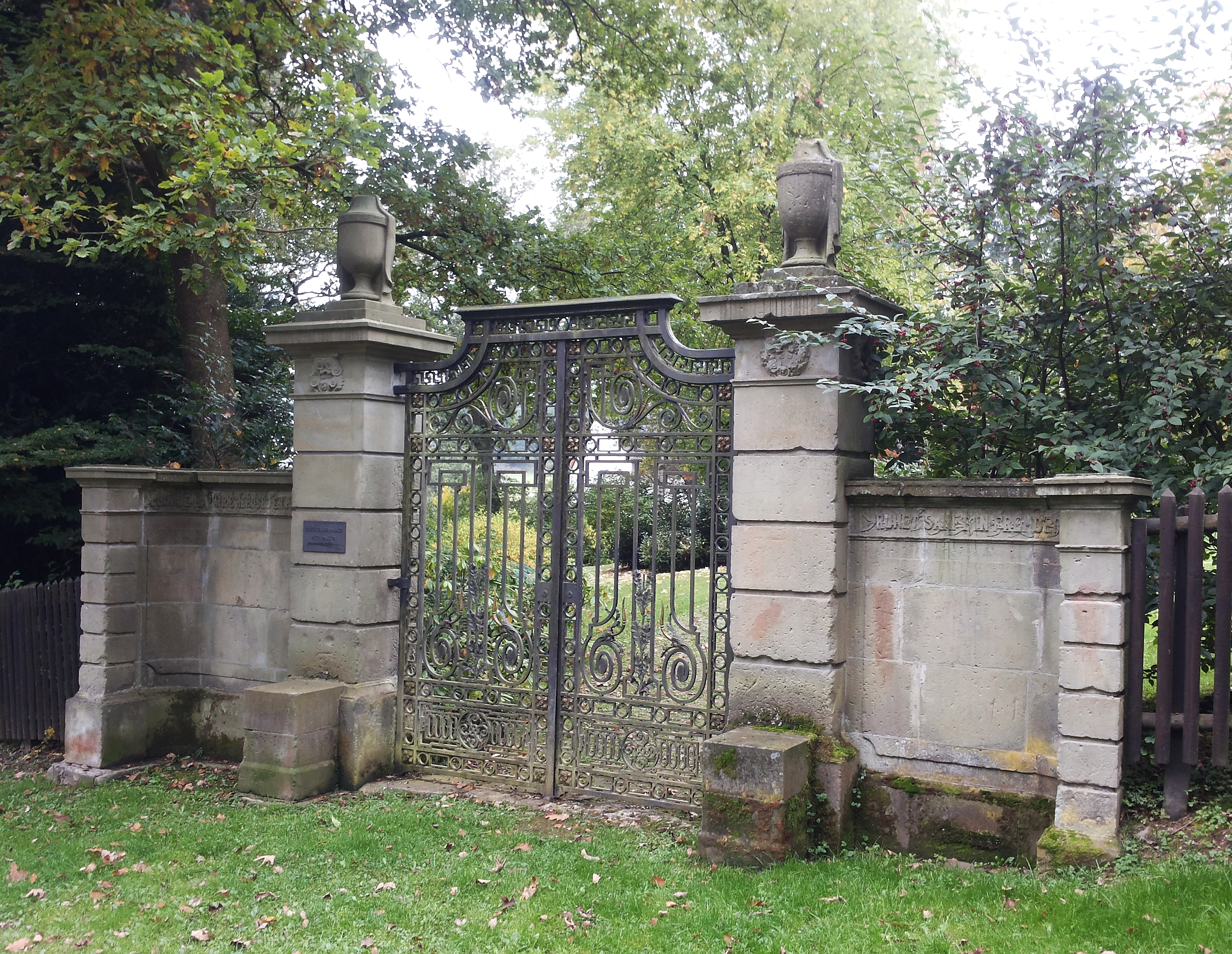
Eingangstor

Der Waldfriedhof Fulmecke, auch Franzosenfriedhof Meschede oder Gedenkstätte an der Waldstraße genannt, ist der Friedhof des ehemaligen Kriegsgefangenenlagers Meschede während des Ersten Weltkriegs. Auf ihm wurden später auch die Opfer des Massakers im Arnsberger Wald kurz vor Ende des Zweiten Weltkriegs bestattet. Der Friedhof ist nicht zu verwechseln mit der Kriegsgräberanlage in Eversberg.

## Geschichte

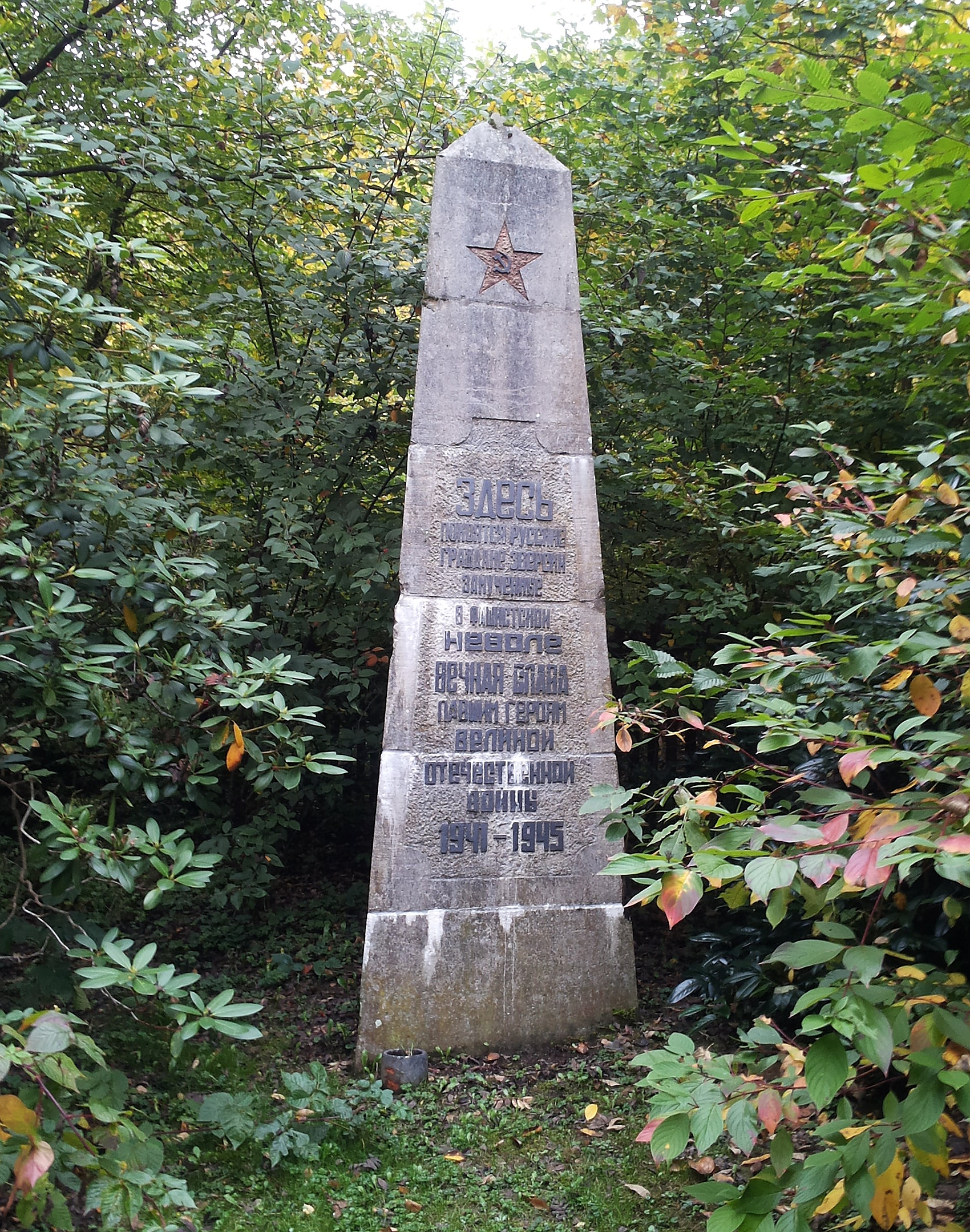
Stele

Der Waldfriedhof Fulmecke liegt abseits an der Waldstraße bei Meschede direkt unterhalb der BAB 46. Er wurde während des Ersten Weltkriegs für die im Kriegsgefangenenlager Meschede verstorbenen Gefangenen angelegt. Die dort Bestatteten waren zumeist Franzosen, daher auch die umgangssprachliche Bezeichnung „Franzosenfriedhof“. Hinzu kamen belgische, italienische, polnische und russische Tote. Insgesamt wurden dort 935 verstorbene Gefangene beigesetzt.

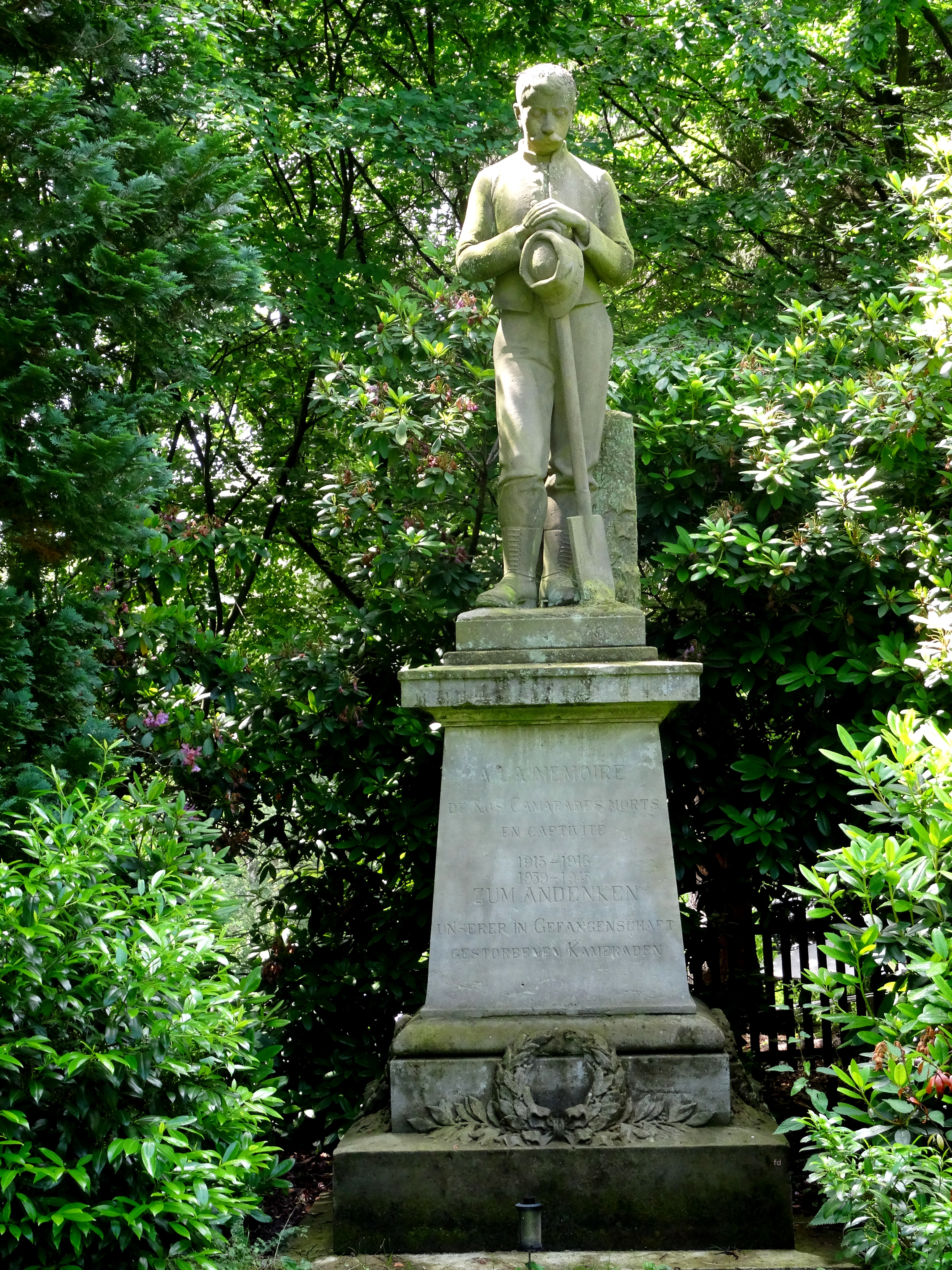
Denkmal betender Soldat

Ursprünglich war der Friedhof eine freie Fläche, auf der eng beieinander die Grabkreuze standen. Heute ist er stark bewaldet. In der Mitte steht ein Denkmal eines betenden Soldaten. Die Skulptur ist das Werk eines französischen Kriegsgefangenen. Neben dem Eingangstor befanden sich auf jeder Seite ein großer geflügelter Löwe aus Sandstein. Diese sind heute verschwunden. Das erhaltene Eingangstor aus Schmiedeeisen mit Sandsteinflügelmauern wurde ebenfalls von französischen Kriegsgefangenen erbaut. Auf einer Seite des Mauerflügels steht die Inschrift „Loin de la patrie reposez en paix“, auf der anderen Seite die deutsche Übersetzung „Ruhet sanft in fremder Erde“.
Nach dem Krieg wurden die meisten west- und südeuropäischen Verstorbenen in ihre Heimatländer übergeführt. Zurück blieben die Gräber der polnischen und russischen Toten.
Die 1947 gefundenen Leichen der bei Eversberg im Rahmen des Massakers im Arnsberger Wald von SS und Wehrmachtsangehörigen 1945 ermordeten Zwangsarbeiter wurden auf dem Friedhof beigesetzt. An sie erinnert eine von der Sowjetunion errichtete Stele. Auf der Vorderseite befindet sich außer dem roten Stern eine kyrillische Inschrift, deren Übersetzung auf der Rückseite auf Deutsch steht: „Hier ruhen russische Bürger, bestialisch ermordet in faschistischer Gefangenschaft. Ewiger Ruhm den gefallenen Helden des Großen Vaterländischen Krieges 1941–1945.“
Im Jahr 1964 wurden weitere 121 Opfer des Massakers, die zuvor in Warstein und Suttrop (Warstein) bestattet gewesen waren, auf den Friedhof überführt. Kurze Zeit später wurde der Friedhof umgestaltet. Auf ihm ruhen 287 russische und polnische Tote aus beiden Weltkriegen.
Im November 2017 wurde der Friedhof von der LWL-Denkmalpflege, Landschafts- und Baukultur in Westfalen als Denkmal des Monats in Westfalen-Lippe ausgewählt.